# Anthophora trifasciata
Anthophora trifasciata là một loài Hymenoptera trong họ Apidae. Loài này được Radoszkowski mô tả khoa học năm 1886.